# هاوس (برند)
هاوس (انگلیسی: House)یک برند پوشاک و
فروشگاه‌های زنجیره‌ای است که متعلق به شرکت ال‌پی‌پی است و دفتر مرکزی آن درشهر گدانسک، کشور لهستان قراردارد. در سال ۲۰۲۱، این برند دارای ۳۲۲ فروشگاه، از جمله ۱۷۰ فروشگاه در لهستان و ۱۴۱ فروشگاه در سایر کشورهای قاره اروپا بود. علاوه بر این هاوس دارای فروشگاهای ریتیل آنلاین در ۱۳ کشور است. این شرکت در سال ۲۰۰۱ توسط شرکت آرتمان تأسیس شده، و در سال ۲۰۰۹ توسط ال.پی. پی خریداری شد

## فروشگاه‌ها
در سال ۲۰۲۱، این برند دارای ۳۲۲ فروشگاه، از جمله ۱۷۰ فروشگاه درکشور لهستان، و۱۴۱ فروشگاه در سایرکشورهای قاره اروپا از جمله بوسنی و هرزگوین، بلغارستان، کرواسی، جمهوری چک، استونی، فنلاند، مجارستان، قزاقستان، لتونی، لیتوانی، لهستان، روسیه، رومانی بود. , صربستان، اسلواکی، اسلوونی و اوکراین. علاوه بر این هاوس، دارای فروشگاهای آنلاین در ۱۳ کشور (کرواسی، جمهوری چک، استونی، آلمان، مجارستان، لتونی، لیتوانی، لهستان، رومانی، روسیه، اسلواکی، اسلوونی، و اوکراین) می‌باشد.

## نگارخانه

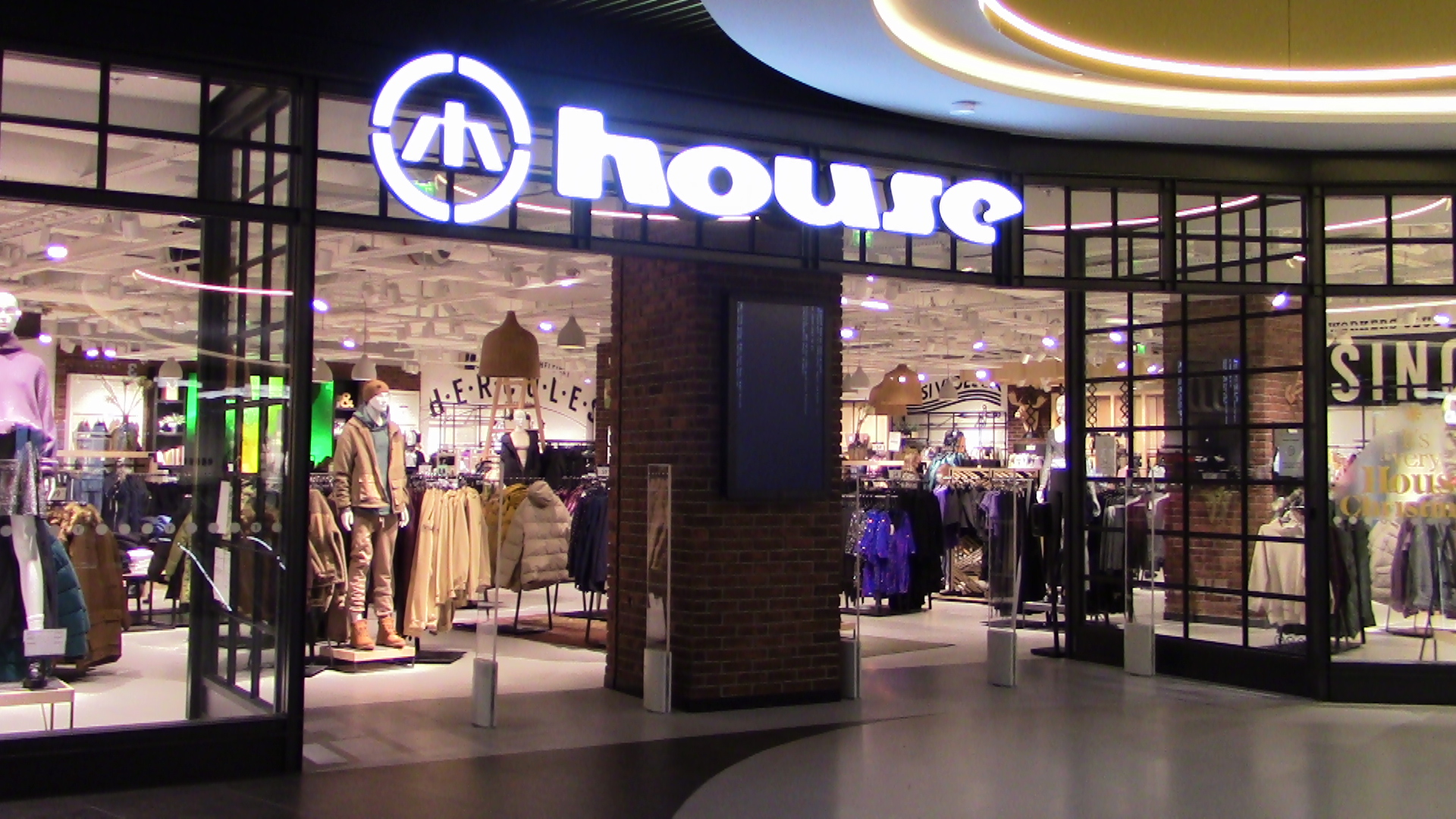
فروشگاه هاوس House درمرکز خرید تریپلادرهلسینکی،فنلانددر سال ۲۰۲۱.
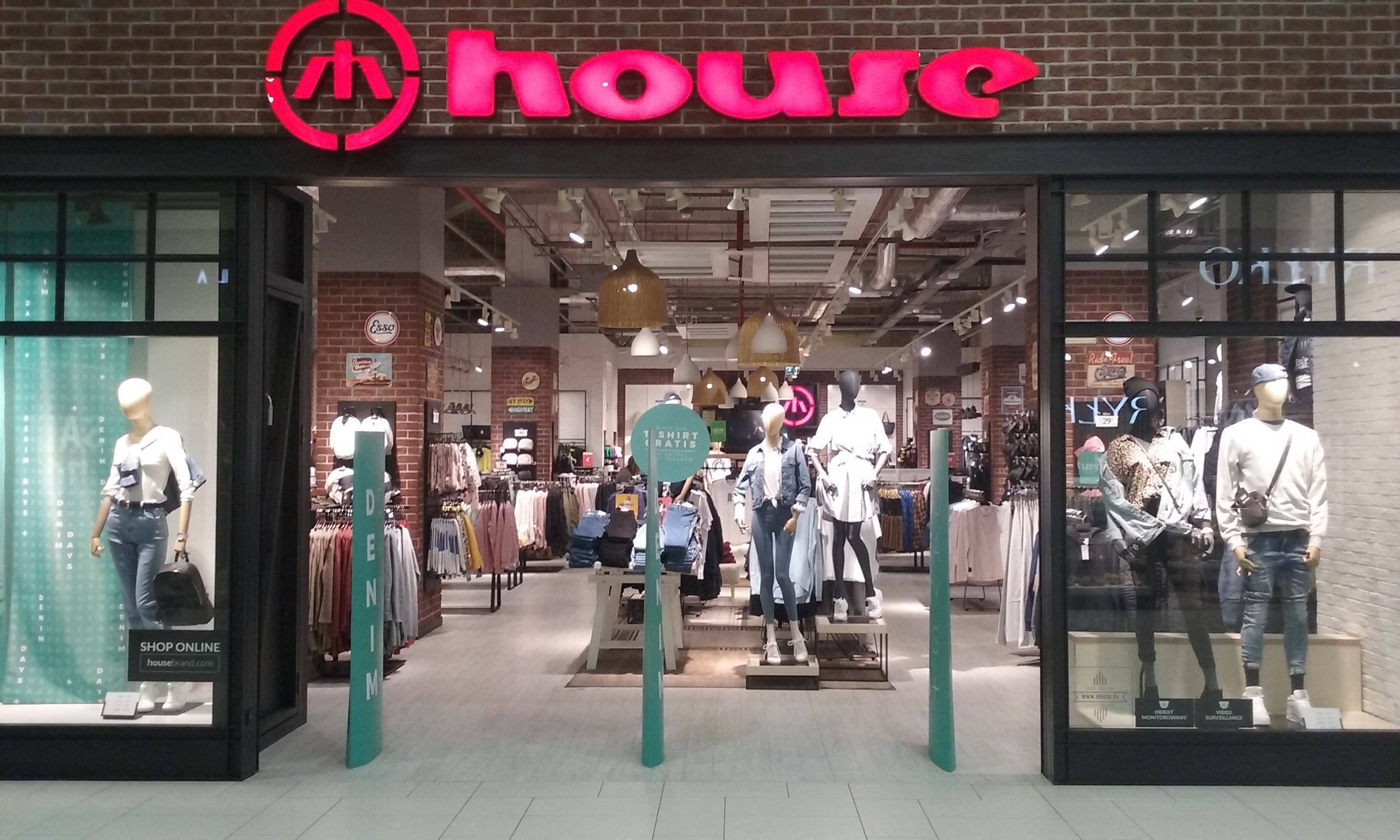
فروشگاه هاوس House در یک مرکز خرید در  توماشوف مازوویتسکی،لهستان، در سال ۲۰۱۹.
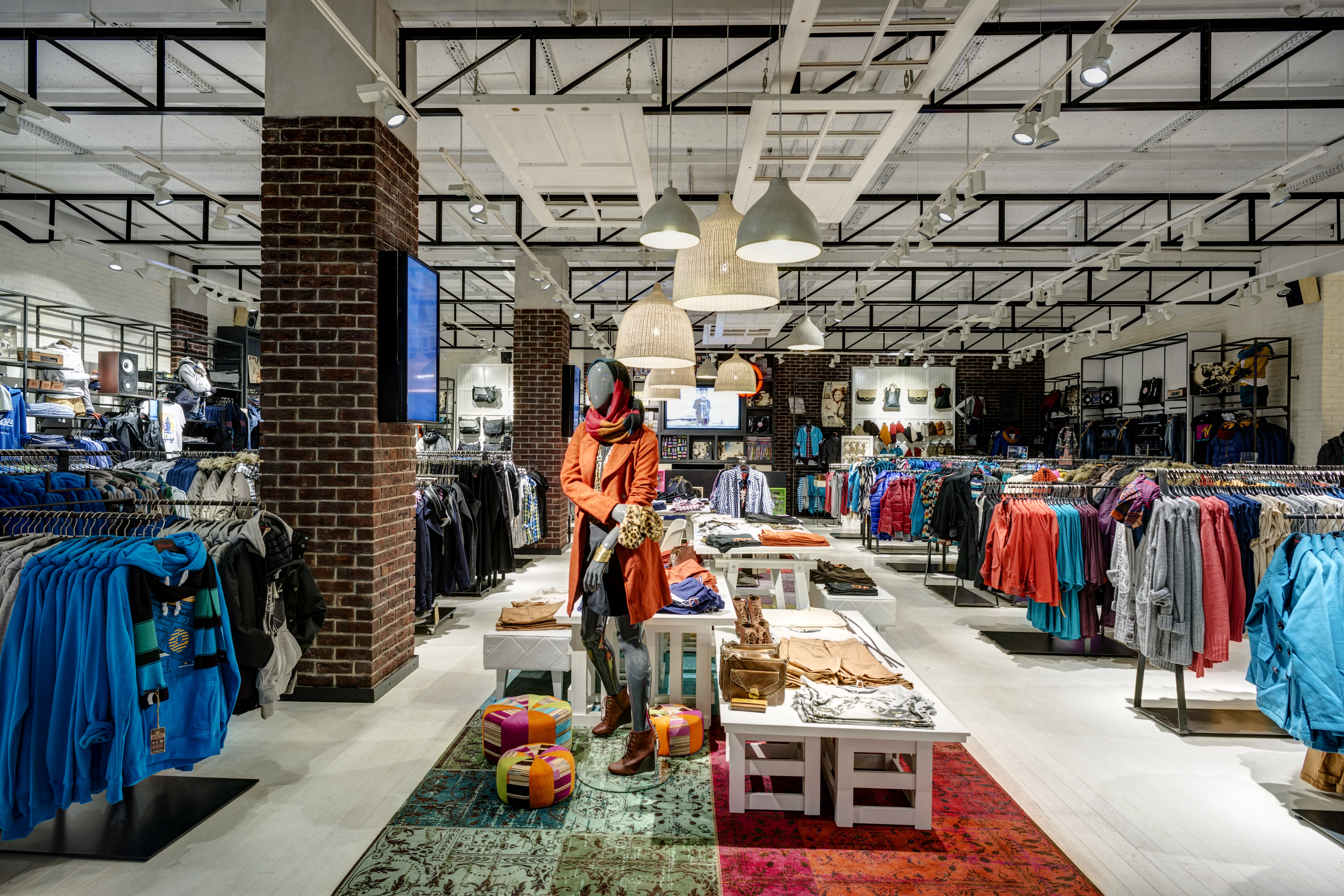
فضای داخلی یک فروشگاه هاوس House در سال ۲۰۱۲.
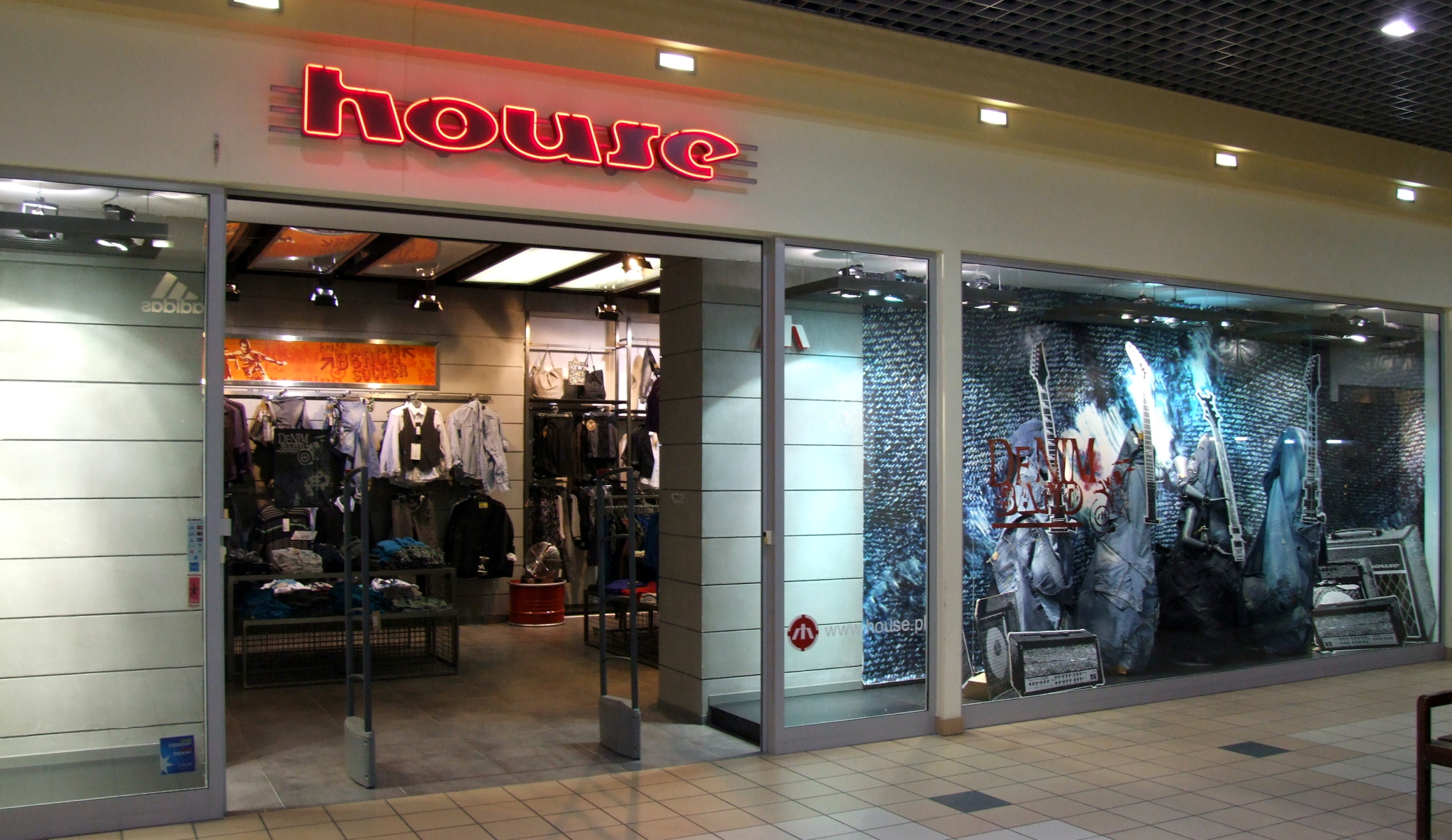
فروشگاه هاوس House دراوستروویتس شوینتوکژسکی، لهستان،  سال۲۰۱۰.